# Approssimante labiovelare sonora
L'approssimante labiovelare sonora è una consonante rappresentata con il simbolo [w] nell'alfabeto fonetico internazionale (IPA). In molte lingue, l'approssimante labiovelare sonora è l'equivalente semivocale della vocale /u/.
Tale fono in realtà non appartiene alla categoria delle approssimanti in senso stretto, ma è in realtà una consonante coarticolata, nata dall'unione di due approssimanti, cioè la labiale [ β̞ ] e la velare [ ɰ ] (da qui il nome labiovelare).
Nella lingua italiana tale fono è presente nei dittonghi che iniziano per la lettera U. È presente per esempio nella parola questo [ˈkwesto].

## Caratteristiche
La consonante approssimante labiovelare sonora presenta le seguenti caratteristiche:
- il suo modo di articolazione è approssimante, perché questo fono si trova al confine tra un'articolazione consonantica e una vocalica;
- il suo luogo di articolazione è labiovelare, perché nel pronunciare tale suono il dorso della lingua si porta a contatto con il velo del palato e le labbra sono arrotondate;
- è una consonante sonora, in quanto questo suono è prodotto con la vibrazione delle corde vocali.

## Altre lingue

### Francese
In lingua francese tale fono è presente per esempio nella parola oui 'sì' [wi] .

### Inglese
In lingua inglese tale fono è reso con la grafia ⟨w⟩, ed è presente per esempio nella parola wet 'bagnato' [wɛt] .

### Polacco
In lingua polacca tale fono è reso con la grafia ⟨ł⟩, ed è presente per esempio nella parola łaska 'grazia' [ˈwaska] .

### Portoghese
In lingua portoghese tale fono è presente per esempio nella parola água 'acqua' [ˈaɡwɐ].

### Spagnolo
In lingua spagnola tale fono è presente per esempio nella parola cuanto 'quanto' [ˈkwanto].

### Esperanto
In lingua esperanto tale fono è presente per esempio nella parola aŭskulti 'ascoltare' [awˈskulti].